# To All Trains
To All Trains è il sesto album in studio della rock band americana Shellac, pubblicato da Touch and Go Records il 17 maggio 2024. È il primo lavoro originale in studio della band in un decennio ed è l'ultima registrazione effettuata prima della morte del membro della band Steve Albini, giorni prima dell'uscita dell'album. La registrazione è stata fatta durante il tour della band nel corso di diversi anni e non è stata promossa con copie anticipate, date specifiche del tour o singoli. L'uscita coincise con la disponibilità della musica di Shellac sui servizi di streaming musicale per la prima volta dopo anni.

## Tracce
1. WSOD – 2:24
2. Girl From Outside – 2:46
3. Chick New Wave – 2:22
4. Tattoos – 3:08
5. Wednesday – 3:18
6. Scrappers – 2:21
7. Days Are Dogs – 1:42
8. How I Wrote How I Wrote Elastic Man (Cock & Bull) – 4:09
9. Scabby the Rat – 1:46
10. I Don’t Fear Hell – 4:18